# David Browne
David Browne (* 19. Mai 1960 in New Jersey, USA) ist ein US-amerikanischer Musikjournalist und Autor.

## Leben
Browne wuchs in New Jersey auf und studierte an der New York University, die er mit einem Bachelorabschluss im Fach Journalismus verließ. Sein Nebenfach an der Universität war Musik.
Browne begann seine journalistische Tätigkeit als Herausgeber der Zeitschrift Music & Sound Output und war danach Musikkritiker bei der New Yorker Tageszeitung Daily News. In den Jahren 1990 bis 2006 war er der Chefkritiker der Wochenzeitschrift Entertainment Weekly. Viele Kritiken schrieb Browne für andere Zeitungen und Zeitschriften wie z. B. The New York Times, Rolling Stone, Spin, The New Republic und Time.
David Browne lebt im New Yorker Stadtteil Manhattan.

## Veröffentlichungen
- Dream Brother: The Lives and Music of Jeff and Tim Buckley. Harper Entertainment, New York City 2001, ISBN 0-06-107608-2.
- Amped: How Big Air, Big Dollars and a New Generation Took Sports to the Extreme. Bloomsbury, New York City 2004, ISBN 1-58234-317-9.
- Goodbye 20th Century: A Biography of Sonic Youth. Da Capo Press, Cambridge, Massachusetts, USA 2008.
- Fire and Rain: The Beatles, Simon & Garfunkel, James Taylor, CSNY and the Lost Story of 1970. Da Capo Press, Cambridge, Massachusetts, USA 2011, ISBN 978-0-306-82072-4.
- So Many Roads: The Life and Times of the Grateful Dead. Da Capo Press, Cambridge, Massachusetts, USA 2015, ISBN 978-0-306-82170-7.